# Pakostov, Humenné
Pakostov este o comună slovacă, aflată în districtul Humenné din regiunea Prešov. Localitatea se află la altitudinea de 188 m deasupra n.m., se întinde pe o suprafață de 14,38 km2 și în 2017 număra 442 de locuitori.

## Istoric
Localitatea Pakostov este atestată documentar din 1567.

## Demografie
| An:                | 1994 | 2004   | 2014   | 2024   |
| ------------------ | ---- | ------ | ------ | ------ |
| Număr de persoane: | 503  | 495    | 463    | 434    |
| Diferență:         |      | −1,59% | −6,46% | −6,26% |

| An:                | 2023 | 2024   |
| ------------------ | ---- | ------ |
| Număr de persoane: | 445  | 434    |
| Diferență:         |      | −2,47% |